# Maria Bertomeu i Soria
Maria Bertomeu i Soria   (Oliva, 1998), més coneguda com La Maria, és una cantant valenciana. La seua música és una barreja de sons orgànics i electrònics que provoca «un diàleg hipnòtic que sutura les fractures del temps i crea una impagable il·lusió de continuïtat».

## Trajectòria
Va iniciar la seua formació musical a l'escola de l'Associació Artístico-Musical d'Oliva per a l'especialitat del saxòfon. Més endavant va accedir al Conservatori Professional de Música de Catarroja per a l'especialitat de cant valencià sota el mestratge de Xavier de Bétera.
Es va donar a conèixer al gran públic el 2021 amb una versió de la cançó tradicional d'Alcàsser, «Arranquen vinyes», que va penjar a Twitter. Poques hores després, s'havia reproduït milers de voltes i Pau Alabajos, Cesk Freixas, Enric Morera, Feliu Ventura, Amàlia Garrigós, Eugeni Alemany i Rafa Xambó se n'havien fer ressò.
El 2022 va llançar el seu primer senzill i videoclip de la cançó «Mon vetlatori» i també va col·laborar en una cançó del disc Guaret del grup valencià Auxili. El 2023 va publicar el seu primer treball discogràfic en solitari, L'Assumpció, editat pel segell discogràfic Propaganda pel fet!. En l'edició dels Premis Ovidi Montllor d'aquell any va imposar-se en les categories d'artista revelació, millors arranjaments i millor cançó per «Mon vetlatori».

## Discografia
- L’Assumpció (Propaganda pel fet!, 2023)
- Robina (Propaganda pel fet!, 2025}